# العلاقات المجرية الدومينيكانية
العلاقات المجرية الدومينيكانية هي العلاقات الثنائية التي تجمع بين المجر وجمهورية الدومينيكان.

## مقارنة بين البلدين
هذه مقارنة عامة ومرجعية للدولتين:
| وجه المقارنة                                              | المجر                                                       | جمهورية الدومينيكان |
| --------------------------------------------------------- | ----------------------------------------------------------- | ------------------- |
| المساحة (كم2)                                             | 93.04 ألف                                                   | 48.67 ألف           |
| عدد السكان (نسمة)                                         | 9.78 مليون                                                  | 10.40 مليون         |
| الكثافة السكانية (ن./كم²)                                 | 105.12                                                      | 213.68              |
| العاصمة                                                   | بودابست                                                     | سانتو دومينغو       |
| اللغة الرسمية                                             | لغة مجرية                                                   | اللغة الإسبانية     |
| العملة                                                    | فورنت مجري                                                  | بيزو دومنيكاني      |
| الناتج المحلي الإجمالي (بليون دولار)                      | 139.14 مليار                                                | 75.93 مليار         |
| الناتج المحلي الإجمالي (تعادل القوة الشرائية) بليون دولار | 260.42 مليار                                                | 149.89 مليار        |
| الناتج المحلي الإجمالي الاسمي للفرد دولار أمريكي          | 12.36 ألف                                                   | 6.47 ألف            |
| الناتج المحلي الإجمالي للفرد دولار أمريكي                 | 25.07 ألف                                                   | 13.26 ألف           |
| مؤشر التنمية البشرية                                      | 0.828                                                       | 0.715               |
| رمز المكالمات الدولي                                      | +36                                                         | +1809، +1829، +1849 |
| رمز الإنترنت                                              | .hu                                                         | .do                 |
| المنطقة الزمنية                                           | ت ع م+01:00، ت ع م+02:00، أوروبا/بودابست ‏، توقيت وسط أوروبا | 00                  |

## منظمات دولية مشتركة
يشترك البلدان في عضوية مجموعة من المنظمات الدولية، منها:
| علم المنظمة | اسم المنظمة                        | تاريخ انضمام المجر | تاريخ انضمام جمهورية الدومينيكان |
| ----------- | ---------------------------------- | ------------------ | -------------------------------- |
|             | الاتحاد البريدي العالمي            | ?                  | ?                                |
|             | يونسكو                             | 14 سبتمبر 1948     | 4 نوفمبر 1946                    |
|             | البنك الدولي للإنشاء والتعمير      | 7 يوليو 1982       | 18 سبتمبر 1961                   |
|             | منظمة التجارة العالمية             | 1995               | ?                                |
|             | وكالة ضمان الاستثمار متعدد الأطراف | 21 أبريل 1988      | 7 مارس 1997                      |
|             | منظمة الشرطة الجنائية الدولية      | ?                  | ?                                |
|             | مؤسسة التمويل الدولية              | 29 أبريل 1985      | 31 أكتوبر 1961                   |
|             | الأمم المتحدة                      | 14 ديسمبر 1955     | 24 أكتوبر 1945                   |
|             | مؤسسة التنمية الدولية              | 29 أبريل 1985      | 16 نوفمبر 1962                   |
|             | منظمة حظر الأسلحة الكيميائية       | ?                  | ?                                |

## وصلات خارجية
- موقع وزارة الخارجية المجرية